# Condylocarpon
Condylocarpon ist eine Pflanzengattung innerhalb der Familie der Hundsgiftgewächse (Apocynaceae). Die etwa sieben Condylocarpon-Arten sind in der Neotropis verbreitet.

## Beschreibung

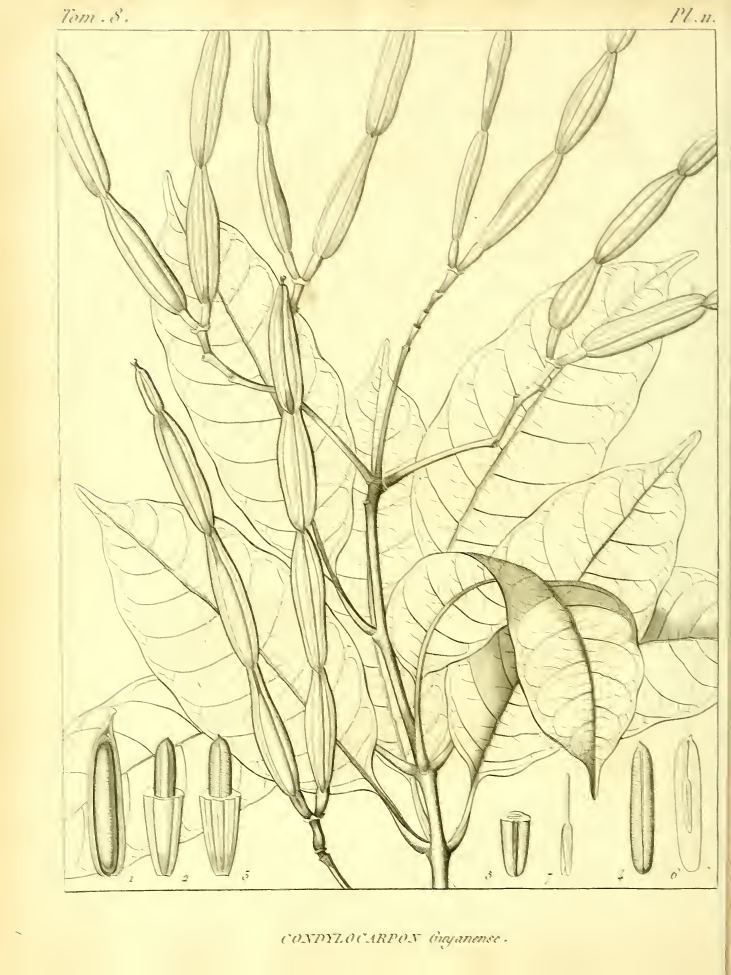
Illustration aus René Desfontaines: Mémoires du Muséum d'Histoire Naturelle, Band 8, 1822 von Condylocarpon guyanense

### Erscheinungsbild
Die Condylocarpon-Arten wachsen als verholzende Lianen. Die Rinde der Zweige sind mit dünnen Korkporen (Lentizellen) übersät. Sie enthält Milchsaft.

### Blätter
Die Laubblätter sind überwiegend gegenständig angeordnet. Ausnahmen bilden jedoch Condylocarpon guyanense und Condylocarpon isthmicum, welche drei Laubblätter pro Knoten besitzen. Die Laubblätter zeigen, abgesehen von Condylocarpon myrtifolium, innerhalb einer Art eine beträchtliche Variabilität in ihrer Größe und Form, sind jedoch stets ungeteilt, ganzrandig und auf der Oberseite kahl. Die Blattunterseite ist bei Condylocarpon glabrum, Condylocarpon guyanense und Condylocarpon myrtifolium ebenfalls kahl; bei Condylocarpon intermedium ist sie lediglich entlang der Mittelrippe behaart.
Aufgrund der großen Veränderlichkeit der Blattoberseitenbeschaffenheit bei den übrigen Arten scheinen die Blattmerkmale von eher geringem taxonomischen Wert zu sein, obwohl sie in früheren Abhandlungen zur Artabgrenzung häufig genutzt wurden. Das in angemessenerer Anzahl verfügbare Herbariumsmaterial lässt eine bessere Sicht auf die Reichweite an Unterschieden innerhalb der Gattung zu.

### Blütenstände und Blüten

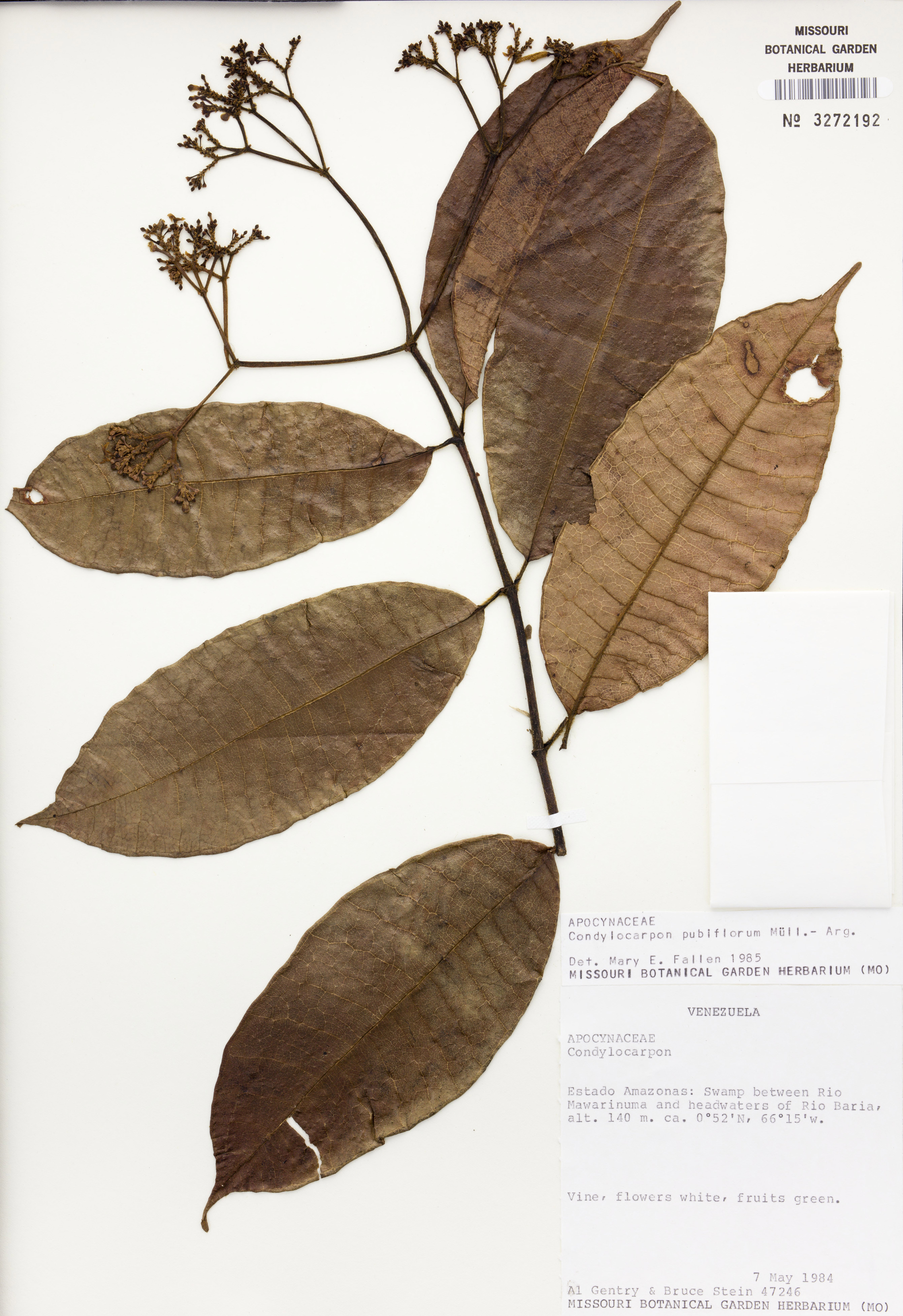
Herbariumsexemplar von Condylocarpon pubiflorum mit Blütenständen

Condylocarpon-Arten besitzen als Blütenstand einen vielblütigen Thyrsus, der manchmal einer Dolde ähneln kann.
Die zwittrigen Blüten sind fünfzählig mit doppelter Blütenhülle. Die fünf Kelchblätter sind regelmäßig. Die weißen, gelben oder orangefarbenen Kronen, deren Durchmesser bei allen Condylocarpon-Arten weniger als 1 Zentimeter beträgt, zeigen eine große Vielfalt an Formen und Größen und eignen sich daher als Merkmal für die Artabgrenzung innerhalb der Gattung.
Bei Condylocarpon glabrum, Condylocarpon guyanense, Condylocarpon intermedium und Condylocarpon isthmicum besitzen die Kronblätter Anhängsel, die auf der Unterseite rot-braun bis rot-violett gesprenkelt oder gestreift sind. Die Kronen dieser vier Arten können einen Durchmesser von bis zu 7 Millimetern erreichen, bei welchem die Mehrheit davon auf die Anhängsel entfällt; ohne diese sind es nur 2,0 bis 2,5 Millimeter. Den Kronblättern der anderen Arten fehlen diese Anhängsel.
Condylocarpon myrtifolium trägt die mit einem Kronendurchmesser von etwa 3,5 Millimeter kleinsten Blüten. Die Kronen von Condylocarpon pubiflorum sind mit etwa 9 Millimetern die größten innerhalb der Gattung.
Die fünf Staubblätter besitzen etwa 0,2 Millimeter lange Staubfäden, welche sich in der Mitte der Kronröhre oder etwas darüber befinden. Die Staubbeutel sind ei- bis lanzettförmig und variieren in ihrer Länge von 0,3 bis 0,5 Millimeter. Das apokarpe Gynoeceum besteht aus zwei Fruchtblättern; der Fruchtknoten ist bei einer Höhe von 0,3 und 0,8 Millimetern kegelförmig und kahl.
Die Anzahl der Samenanlagen pro Fruchtblatt beträgt meistens vier, wobei die Samenanlagen von Condylocarpon amazonicum, Condylocarpon glabrum, Condylocarpon guyanense und Condylocarpon myrtifolium in zwei Reihen angeordnet sind. Bei Condylocarpon amazonicum und Condylocarpon myrtifolium degenerieren bis zur Reife alle außer einer Samenanlage in jedem Fruchtblatt; bei Condylocarpon myrtifolium bildet sich auch ein Fruchtblatt zurück. Condylocarpon intermedium und Condylocarpon isthmicum besitzen fünf oder sechs Samenanlagen pro Fruchtblatt; die von Mary E. Fallen untersuchten Exemplare hatten häufig vier oder fünf Samen in jedem reifen Fruchtblatt. Die Samenanlagen von Condylocarpon pubiflorum sind häufiger in vier oder fünf Reihen als zweireihig angeordnet; darüber hinaus ist die Anzahl der Samenanlagen pro Reihe größer als bei den anderen Arten, sodass jedes Fruchtblatt etwa 16 Samenanlagen aufweist. Mary E. Fallen vermutete, dass bei dieser Art ein großer Anteil der Samenanlagen die Reife erreicht, da die ihr zur Verfügung stehenden, reife Früchte tragenden drei Exemplare 12, 15 und 16 entwickelte Samen pro Fruchtblatt besaßen.

### Früchte und Samen

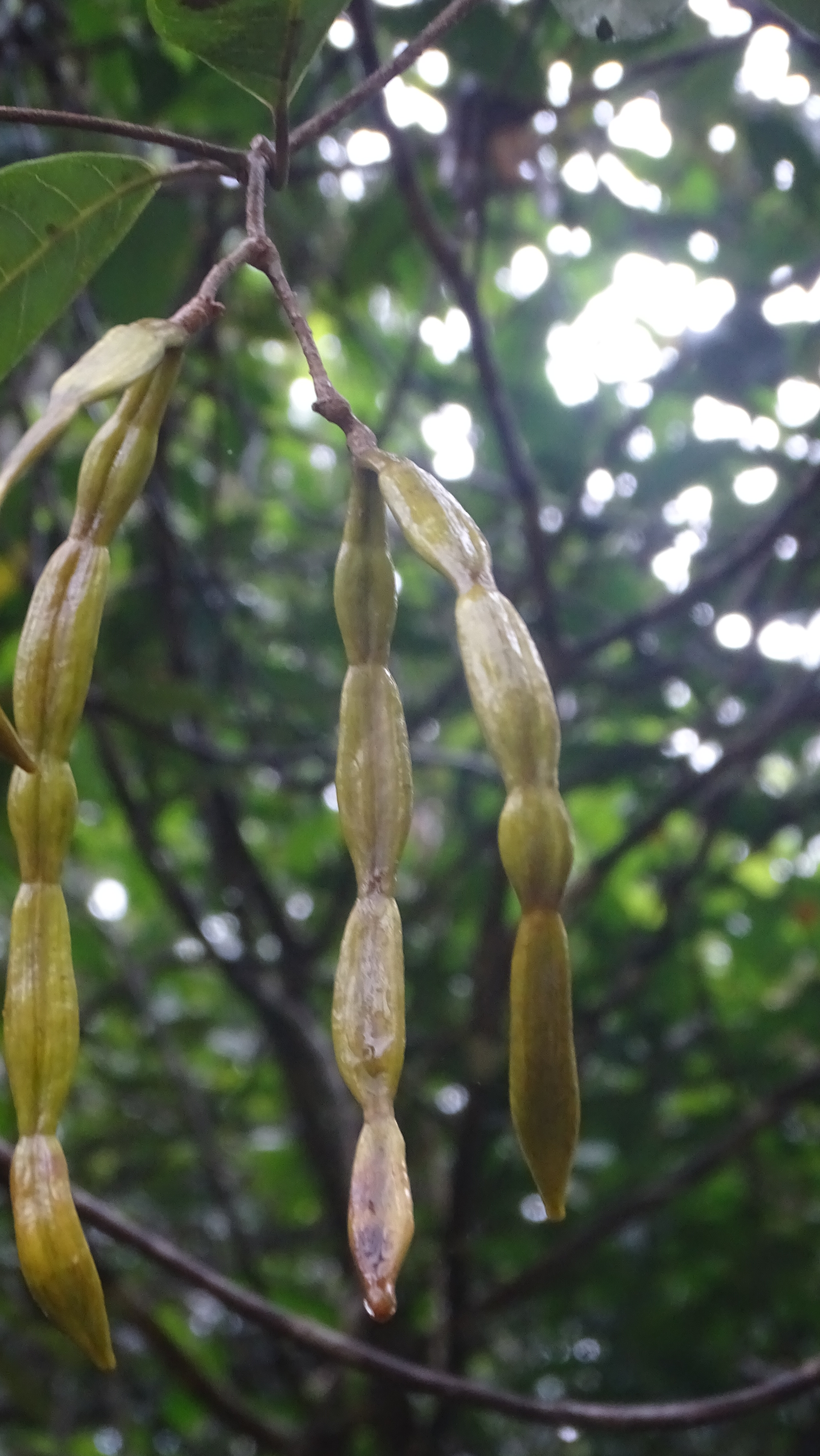
Früchte von Condylocarpon guyanense

Die Frucht von Condylocarpon besteht üblicherweise aus zwei frei hängenden, holzigen Teilfrüchten, die sich nicht zur Samenfreigabe öffnen. Die Teilfrüchte der Arten Condylocarpon glabrum, Condylocarpon guyanense, Condylocarpon intermedium und Condylocarpon isthmicum sind unbehaart und in mehrere flache oder eckige Segmente mit je einem Samen gegliedert. Diese Samen enthaltenden Segmente sind breiter als die Bereiche dazwischen.
Die Fruchtknotenwand ist zur Reifezeit mit vielen Luftblasen durchsetzt, sodass die Früchte leicht und schwimmfähig sind; Früchte von Condylocarpon isthmicum blieben im Labor 16 Tage lang über Wasser. Die im Querschnitt dreieckigen Segmente von Condylocarpon intermedium sind zur Reifezeit aufgebläht; die innere Fruchtknotenwand besteht dann aus einem 3 bis 4 Millimeter dick-leichten, korkigen Gewebe. In den die Samensegmente verbindenden Bereichen fehlt dem Fruchtblatt, dessen Durchmesser nur wenige Millimeter beträgt, diese Korkschicht. Beim Aufbrechen des Fruchtblattes an den Einschnürungen wird dieses in vier oder fünf korkige Diasporen geteilt. Es ist anzunehmen, dass diese Korkschicht als Schutz für den Embryo im Zusammenhang mit der Verbreitung über Salzwasser dient. Die Teilfrüchte von Condylocarpon amazonicum sind spindelförmig sowie an den Enden fadenförmig und von samtig-braunen Haaren bedeckt und enthalten je einen einzelnen Samen.
Die Frucht von Condylocarpon myrtifolium ist kahl und flach; reif besteht sie aufgrund der Degeneration der übrigen Teile nur noch aus einem elliptischen Fruchtblatt mit einem einzelnen Samen. Dieser ist bei allen Arten der Länge nach gefaltet, spindelförmig und 8,0 bis 10,0 Millimeter lang. Die Samenschale ist warzig; die Keimblätter sind lanzettförmig und messen etwas mehr als die Hälfte der Länge des Embryos.

## Ökologie
Die trockenen Früchte fallen nicht ab und die Ausbreitung erfolgt vermutlich über das Wasser (Hydrochorie).

## Systematik und Verbreitung

### Taxonomie
Die Gattung Condylocarpon wurde 1822 durch René Desfontaines in Mémoires du Muséum d'Histoire Naturelle, Band 8, S. 119–120 aufgestellt.
Synonyme für Condylocarpon Desf. sind Hortsmania Miq., Maycockia A.DC. und Rhipidia Markgr.

### Äußere Systematik
Die Gattung Condylocarpon gehört zur Tribus Alyxieae in der Unterfamilie Rauvolfioideae innerhalb der Familie Apocynaceae.

### Arten und ihre Verbreitung
Die Condylocarpon-Arten sind in der Neotropis in Nicaragua, Trinidad und Tobago, Venezuela, Bolivien, Kolumbien, Peru, Paraguay, Französisch-Guayana, Guyana, Suriname, Brasilien und im nordöstlichen Argentinien verbreitet. Fünf der Arten sind in der Amazonasregion heimisch, daher ist anzunehmen, dass die Gattung dort ihren Ursprung hat. Obwohl einige Arten geographisch weit verbreitet sind, beschränkt sich ihr Lebensraum auf bestimmte ökologische Gebiete. Die meisten gehören zur Pflanzengesellschaft des nassen oder feuchten Tieflandwaldes an Flussufern, eine einzelne zur trockeneren Cerrado-Gesellschaft. Die einzige außerhalb von Kontinental-Südamerika vorkommende Condylocarpon-Art kann auch in Küstenregionen wachsen.
Mary E. Fallen erkannte anhand morphologischer Merkmale 1983 sieben Arten an; auch in der World Checklist of Selected Plant Families Database, 2003 sind es dieselben sieben Arten:
- Condylocarpon amazonicum (Syn. Condylocarpon reticulatum, Condylocarpon occidentale): Sie kommt im tropischen Südamerika vor.[3][5]
- Condylocarpon glabrum: Sie kam nur in Brasilien vor[3][5] und ist vielleicht ausgestorben.
- Condylocarpon guyanense: Sie kommt in Guayana, Französisch-Guayana und im nördlichen Brasilien vor.[3][5]
- Condylocarpon intermedium[5] (Syn.: Condylocarpon intermedium var. brevifolium Müll.Arg, Condylocarpon obtusiusculum, Condylocarpon breviarticulatum, Condylocarpon longii): Es gibt etwa zwei Unterarten:[3]
  - Condylocarpon intermedium subsp. intermedium: Sie kommt in der Neotropis vor.[3]
  - Condylocarpon intermedium subsp. laxum (Müll.Arg.) Fallen (Syn.: Condylocarpon gracile): Sie kommt in Brasilien vor.[3]
- Condylocarpon isthmicum (Syn.: Echites isthmica, Condylocarpon rauwolfiae, Maycockia rauwolfiae, Condylocarpon rauwolfiae var. acuminatum Müll.Arg., Condylocarpon rauwolfiae var. tomentosum Müll.Arg., Condylocarpon obtusiusculum): Sie kommt von Brasilien bis ins nordöstliche Argentinien vor.[3][5]
- Condylocarpon myrtifolium (Syn.: Hortsmania myrtifolia): Sie kommt im tropischen Südamerika vor.[3][5]
- Condylocarpon pubiflorum (Syn.: Condylocarpon ciliatum, Condylocarpon hirtellum): Sie kommt im tropischen Südamerika vor.[3][5]

### Botanische Geschichte
In Prodromus listet de Candolle 1844 zwei Condylocarpon-Arten auf. Zusätzlich zu Condylocarpon guyanense ordnete er Echites isthmica Vellozo der Gattung Condylocarpon zu. Darüber hinaus beschrieb er die Gattung Maycockia, um Dr. James Maycock zu ehren, einen Arzt und Naturwissenschaftler, der im frühen 19. Jahrhundert einen Katalog der Pflanzenarten in Barbados unter dem Titel Flora Barbadense erstellt hatte. Der Typus der neuen Gattung, Maycockia rauwolfiae, ist synonym mit Condylocarpon isthmicum. Weil Vellozos Typusexemplare verloren gingen, ist der Typus für Condylocarpon isthmicum die Bildtafel von Echites isthmica, die in Vellozos Flora Fluminensis von 1829 enthalten ist. Deren schlechte Qualität wurde von de Candolle 1844 in Zusammenhang mit der neuen Verbindung ebenso wie 1860 von Müller in seiner späteren Betrachtung der Gruppe in der Flora Brasiliensis von Martius festgestellt. Obwohl die Bildtafel von Echites isthmica Blüten und Früchte beinhaltet, sind die Blüten so vieldeutig dargestellt, dass man nur wenig mehr als den Aufbau der Krone aus fünf Teilen erkennen kann. Daher muss der Typus ein Früchte tragendes Exemplar gewesen sein. Als de Candolle die Gattung Maycockia beschrieb, waren die damaligen zwei Condylocarpon-Arten, Condylocarpon guyanense und Condylocarpon isthmicum, nur von Früchte tragenden Exemplaren bekannt. Da der Typus für Maycockia auf einem blühenden Exemplar basierte, ist die „fälschliche“ Zuordnung verständlich.
1851 veröffentlichte Friedrich Anton Wilhelm Miquel die Beschreibung einer in Suriname gesammelten Liane aus der Familie der Hundsgiftgewächse, die Ähnlichkeiten mit Tabernaemontana und Ochrosia aufwies. Diese benannte er nach Nicolaas Hortsman, einem niederländischen Arzt und Forscher des 18. Jahrhunderts in den Guyanas und in Pará. Hortsmania ist synonym mit Condylocarpon. Möglicherweise ordnete Miquel das Exemplar aufgrund der für Condylocarpon-Arten unüblichen Frucht, bei der sich nur einer der paarweise stehenden Stempel entwickelt, falsch ein; an Stelle der für die meisten Arten der Gattung typischen paarweise vorliegenden, deutlich mehrgliedrigen Früchte trägt Condylocarpon myrtifolium eine einzeln stehende Frucht mit nur einem Samen. Müllers Monografie der Gattung erschien 1860 in seiner Betrachtung der Hundsgiftgewächse in der Flora Brasiliensis von Carl Friedrich Philipp von Martius. Er war der Erste, der Maycockia und Hortsmania mit Condylocarpon verband. Zusätzlich beschrieb er sieben neue Arten auf Grundlage von Exemplaren, die bekannte Sammler, wie Schott, Riedel, Spruce und Sellow, in Brasilien gesammelt hatten.
Rhipidia ist ebenfalls ein Synonym von Condylocarpon. Von Friedrich Markgraf 1926 auf Grundlage eines Früchte tragenden Exemplars, das in Pará gesammelt worden war, als Anechites amazonica beschrieben, wurde Rhipidia von diesem auf Gattungsrang gehoben, als er 1930 blühendes Material erhielt. Er erkannte die nahe Verwandtschaft zwischen Rhipidia und Condylocarpon, allerdings hielt er Erstere aufgrund der kurzen Kronlappen, der hohen Platzierung der Staubblätter auf der Kronröhre, der Fruchtknotenscheibe und der behaarten, fadenförmigen Früchte für deutlich verschieden. 1943 erklärte Adolpho Ducke Rhipidia für synonym mit Condylocarpon. Zu dieser Zeit beschrieb er auch zwei neue Condylocarpon-Arten aus dem Amazonasgebiet, Condylocarpon hirtellum, die mit Condylocarpon pubiflorum gleichzusetzen ist, und Condylocarpon reticulatum, synonym mit Condylocarpon amazonicum.